# Byttneria ivorensis
Byttneria ivorensis é uma espécie extinta de angiospérmica da família Sterculiaceae.
Apenas podia ser encontrada no seguinte país: Costa do Marfim.